# Кућа првоборца Момчила Ранковића
Кућа првоборца Момчила Ранковића се налази у Рајцу, насељеном месту на територији општине Неготин и представља непокретно културно добро као споменик културе.
Кућа у којој је живео првоборац и члан КПЈ Момчило Ранковић Макса (1920 — 1943), матурант неготинске гимназије, била је значајна тачка партизанског покрета и развоја народне власти током НОР-а. У њој је 1. новембра 1941. године основан Народноослободилачки одбор села Рајца, као први орган народне власти у Крајини. 
Кућа Момчила Ранковића коришћена је и за скривање партизана, лечење рањеника и као сигурна веза покрета овог краја. На кући су постављене две спомен плоче које обележавају оснивање првог сеоског Народноослободилачког одреда у Крајини и формирање СКОЈ-евске организације. Кућа је грађена 1938 — 1939. године, а коначно је довршена 1960. године. Грађена је као спратна породична кућа и не поседује веће архитектонске вредности.